# ウィチタ・レコーディングス
ウィチタ・レコーディングス (Wichita Recordings) はイギリス・ロンドンに拠点を置くインディペンデント・レコードレーベルである。主にインディー・ロックバンドが多く所属している。
クリエイション・レコーズのスタッフだったマーク・ボーウェンとディック・グリーンの二人によって2000年に設立された。流通は2011年からPIASが行っている（それ以前はコオペレイティヴ・ミュージック）。

## 概要
2000年、ロンドンで設立。レーベル名はグレン・キャンベルのヒット曲「ウィチタ・ラインマン (Wichita Lineman)」から取られた。レーベルの最初のリリースはブライト・アイズの3rdアルバム『Fevers and Mirrors』だった。またレーベルの資金で製作した最初の作品はザ・クリブスの1stアルバム『The Cribs』で、小さなスタジオを3日間借りて2,000ポンドほどで作った。
過去にブライト・アイズ、マイ・モーニング・ジャケット、ヤー・ヤー・ヤーズといったバンドのライセンス盤のリリースを行い、やがて所属するブロック・パーティ、ザ・クリブス、ピーター・ビヨーン・アンド・ジョンなどが次々と成功を収めた。

## 主なアーティスト
かつて契約していたアーティストを含む
- Best Coast - ベスト・コースト
- Bloc Party - ブロック・パーティ
- The Blood Brothers
- Bright Eyes - ブライト・アイズ
- The Bumblebeez
- Brave Captain
- The Bronx
- Canyon
- Cate Le Bon
- Cheatahs
- Cloud Nothings - クラウド・ナッシングス
- Clap Your Hands Say Yeah - クラップ・ユア・ハンズ・セイ・ヤー
- Conor Oberst - コナー・オバースト
- The Cribs - ザ・クリブス
- Desaparecidos
- The Dodos
- The Drips
- Elastica
- Espers
- Euros Childs
- FIDLAR
- First Aid Kit - ファースト・エイド・キット
- Frankie & The Heartstrings
- Giant Drag
- Girlpool
- Globelamp
- Gold Panda
- Greg Weeks
- Her Space Holiday
- Indoor Pets
- Kele (Kele Okereke) - ケリー・オケレケ
- Kid606
- Les Savy Fav
- Lissy Trullie
- Los Campesinos! - ロス・キャンペシーノス!
- Lovvers - ラヴァーズ
- Meg Baird
- Mothers
- My Morning Jacket - マイ・モーニング・ジャケット
- Northern State
- Oscar
- The Pattern
- Peggy Sue
- Penfold Plum
- Peter Bjorn and John - ピーター・ビヨーン・アンド・ジョン
- Peter Morén
- Ride - ライド
- Ruby
- Saul Williams
- Simian Mobile Disco - シミアン・モバイル・ディスコ
- Sky Larkin
- Slow Club
- Spectrals
- Swearin'
- Those Dancing Days - ゾーズ・ダンシング・デイズ
- Times New Viking
- Total Babes
- Wauvenfold
- Waxahatchee
- Weevil
- Wild Flag
- Yeah Yeah Yeahs - ヤー・ヤー・ヤーズ
- Young Legionnaire